# Myctophiformes
Myctophiformes, red riba iz gigarazreda zrakoperki (Actinopterygii) ili pravih koštunjača (Teleostei). Sastoji se od dvije porodice morskih riba čija je rasprostranjenost cirkumglobalna, Atlantski, Indijski i Tihi ocean.
Glava i tijelo stisnuti; oko lateralno; usta obično velika; prisutna masna peraja; obično 8 šipčica zdjelične peraje; obično 7 – 11 branhiostegalnih šipčica. Sve su vrste dubokomorske pelagijske i bentopelagičke.

## Porodice
1. Myctophidae Gill, 1893, svjetlucavke
2. Neoscopelidae Jordan, 1901, crnobratke

## Vanjske poveznice
|  | Zajednički poslužitelj ima još gradiva o temi Myctophiformes |
|  | Wikivrste imaju podatke o taksonu Myctophiformes             |